# Tetrastigma macrocorymbosum
Tetrastigma macrocorymbosum är en vinväxtart som beskrevs av François Gagnepain och J.Wen, Boggan & Turland. Tetrastigma macrocorymbosum ingår i släktet Tetrastigma och familjen vinväxter. Inga underarter finns listade i Catalogue of Life.